# Пейл

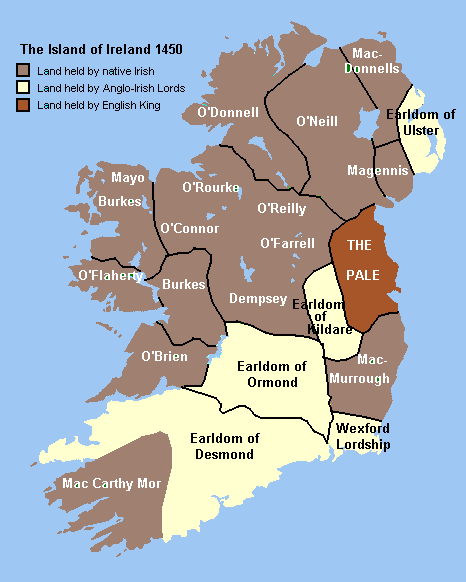
Ірландія в середні віки. Показані англійські володіння в Ірландії – колонія Пейл, володіння графів Ормонд та Фіцджеральд, володіння незалежних ірландських кланів та королівств.

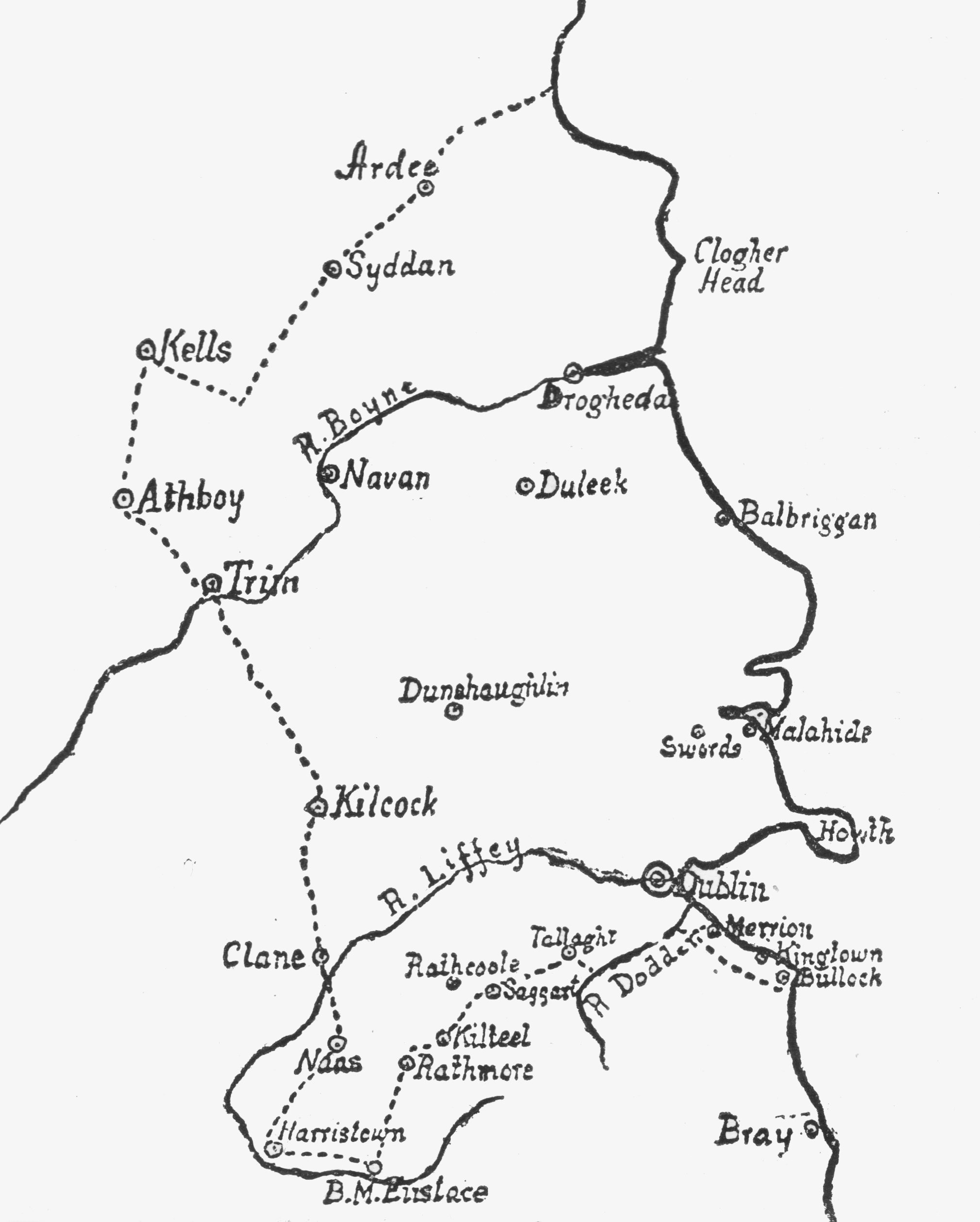
Пейл і його кордони в Ірландії.

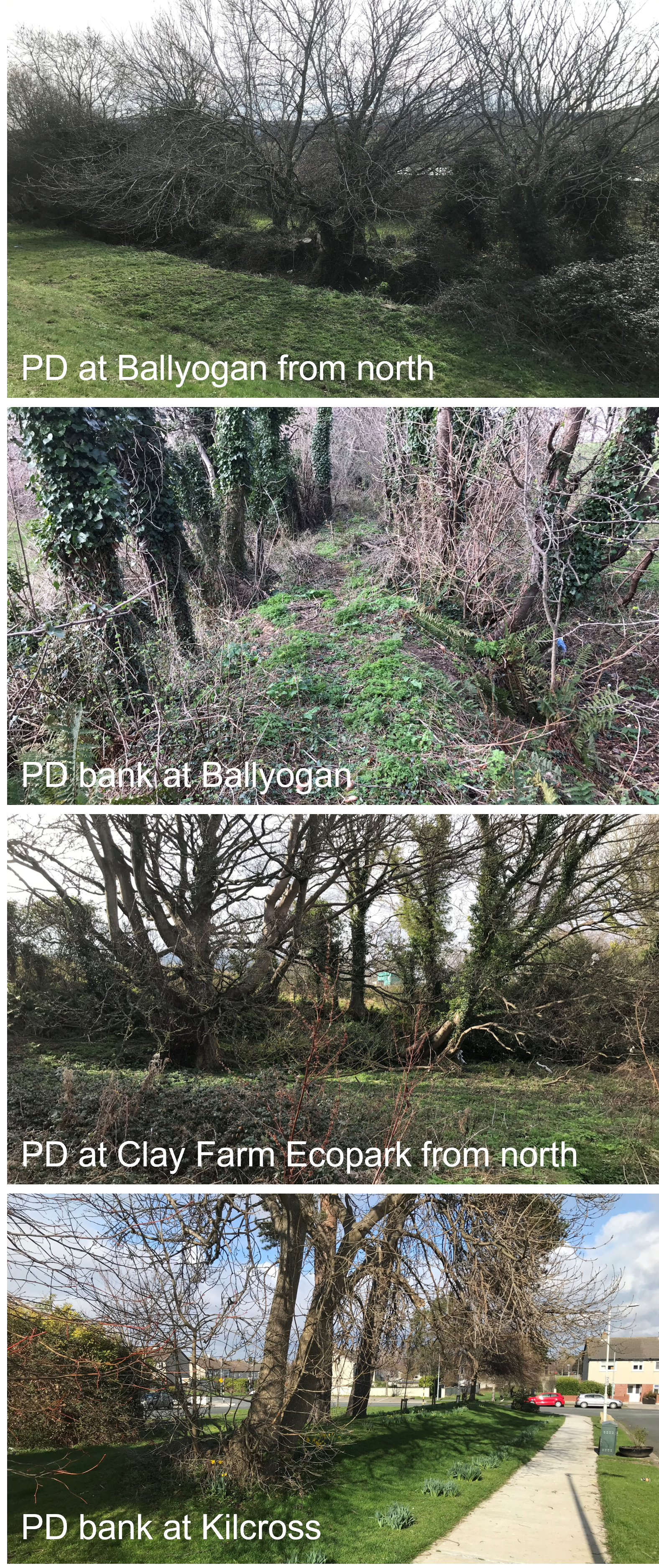
Залишки ровів та валів навколо Пейлу.

Герб лордства Ірландія.

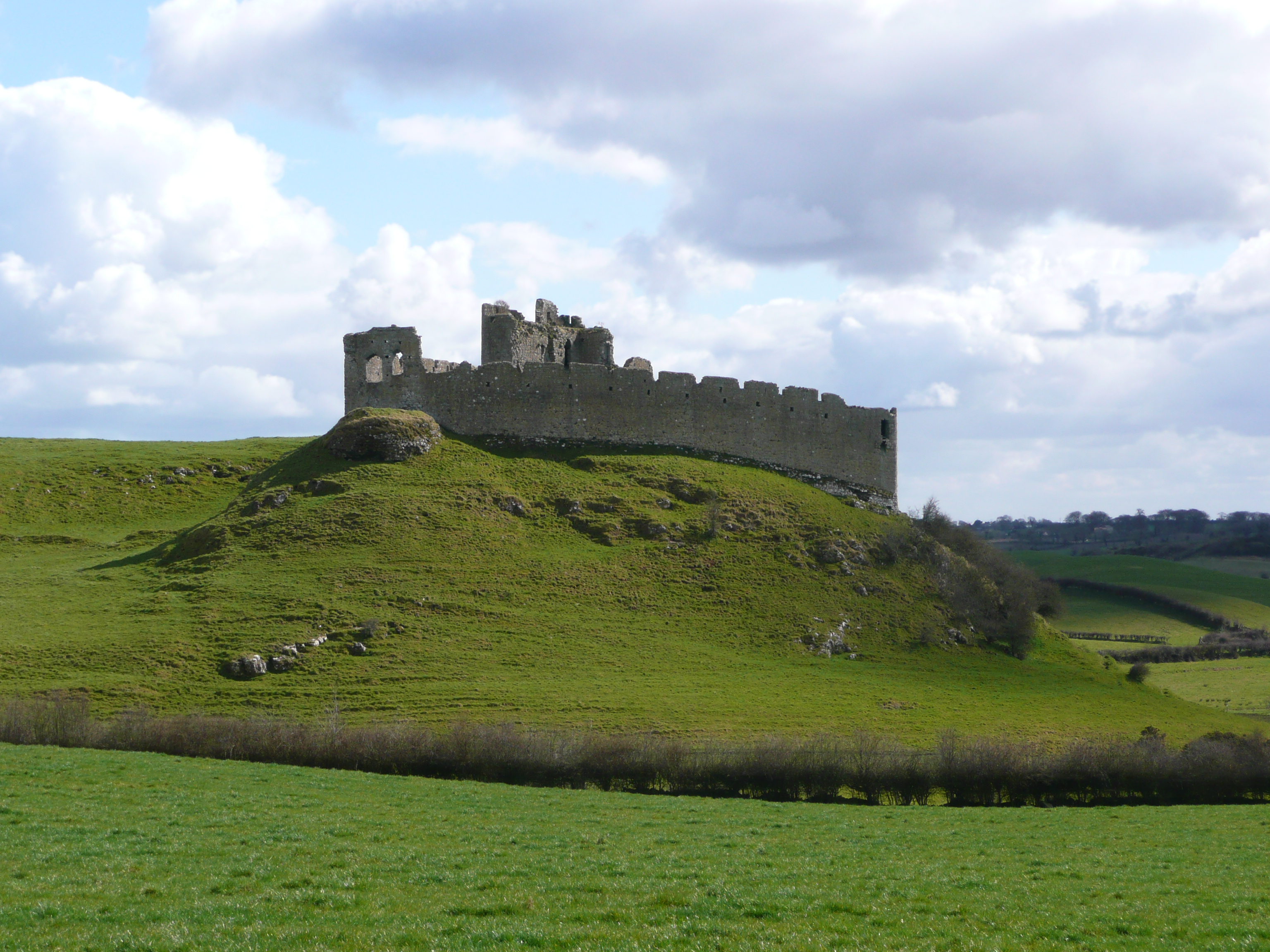
Руїни замку Рош.

Пейл (анл. – Pale, ірл. - An Pháil, An Pháil Shasanach, An Ghalltacht) – Фаль, Ан Фаль Шасанах, Ан Галлтахт – частина Ірландії, яка перебувала під прямим контролем англійського уряду в Пізньому Середньовіччі. Наприкінці XV століття Пейл був сильно скорочений до території вздовж східного узбережжя, що тягнеться від Далкі, на південь від Дубліна, до гарнізону Дандолк [1] в результаті нескінченних війн з непокірними ірландськими кланами – ірландськи клани протягом XIV – XV століть крок за кроком відвойовували свої землі. Внутрішня межа Пейлу проходила до Наас і Лейксліп навколо графства Кілдер, у напрямку Трім і на північ у напрямку Келлс. У цьому окрузі багато містечок мають англійські або французькі назви, останні пов’язані з норманським впливом в Англії. 

## Етимологія
Слово pale, що означає «огорожа», походить від латинського слова pālus, що означає «кіл»,  який використовується для підтримки паркану [2]. Огорожа з частоколу складається з палин, поставлених поруч, і слово частокіл походить від того самого кореня. Звідси пішло переносне значення «межа». Оксфордський словник англійської мови викликає сумніви щодо популярної думки про те, що фраза «outside the pale», як щось поза кордоном, тобто «нецивілізований», походить від цього специфічного ірландського значення [3]. Також із концепції «межі» виникла ідея палі як території, у межах якої діють місцеві закони. Термін використовувався не лише для території Пейл в Ірландії, але й для інших англійських заморських поселень, зокрема англійської колонії у Франції в Кале. Цей термін також використовувався для позначення окремих регіонів в інших країнах: термін «смуга осілості» застосовувався до території на заході імперської Росії, де євреям було дозволено проживати [4].

## Історія
Пейл був смугою землі з центром у Дубліні, яка простягалася від Дандолка в Лауті до Далкі в Дубліні. Пейл став базою англійського панування в Ірландії. Нормандське вторгнення в Ірландію, яке розпочалося в 1169 році, створило лордство Ірландія та поставило Ірландію під теоретичний контроль англійських королів Плантагенетів. Починаючи з ХІІІ століття і далі, англо-норманська окупація Ірландії спочатку похитнулася, а потім пішла на спад. На більшій частині Ірландії англо-нормани все більше асимілювалися з ірландцями та ірландською культурою – цей процес посилився після 1300 року. Англійські та норманські феодали уклали союзи з сусідніми незалежними ірландськими кланами і королівствами. Протягом тривалих періодів, коли в Ірландії не було великої королівської армії, нормандські та англійські лорди, як і їхні ірландські сусіди, діяли по суті як незалежні правителі у своїх власних областях.
Лордство Ірландія, яке контролювалося англійським королем, зменшилося, і оскільки частини його периметра в графствах Міт і Кілдер були або огороджені замками та захисними мурами або захоплені ірландськими кланами, воно стало відомим як Пейл, що походить від латинського слова palus – стовп, огорожа, паркан, кіл. Частини захисних мурів та валів все ще можна побачити на захід від Клейна на території теперішнього Вуд-коледжу Клонгоуз. Військова міць самої англійської корони була значно послаблена Столітньою війною (1337 – 1453) і Війнами Троянд (1455 – 1485). Було створено парламент Ірландії, який часто засідав у Дрогеді, поки Тюдори не проявили більшого інтересу до ірландських справ з 1485 року та перенесли його назад до Дубліна. Пейл складалося з родючих низин, які гарнізону було легше захищати від нападів ірландських кланів, ніж горбисту або лісисту місцевість. З міркувань торгівлі та управління офіційною мовою стала версія англійської мови. Кажуть, що його найближчим сучасним похідним є акцент, який використовують вихідці з Фінгалу.
У 1366 році для контролю англійською владою колонії у Кілкенні було зібрано парламент і прийнято Статут Кілкенні. Статут постановив, що змішані шлюби між англійськими поселенцями та ірландськими корінними жителями заборонені. Цей статут також забороняв поселенцям використовувати ірландську мову та носити ірландський одяг, дотримуватись ірландських звичаїв, оскільки така практика на території Пейлу вже була загальною. Дотримування населенням ірландських традиційних законів брегонів підривало владу лордів і сам феодальний лад, тому дотримуватись ірландських законів та судитися судом брегонів було заборонено. Крім того були заборонені ірландські імена і прізвища (назви кланів), натомість населення зобов’язали взяти англійські імена і прізвища за професією (Сміт, Бейкер та ін.) або за кольором (Грін, Грей, Блек та ін.). Але цей закон ніколи не був успішно реалізований, навіть у самому Пейлі, не кажучи вже про решту території Ірландії, яка de facto була незалежною. Ця нездатність забезпечити дотримання закону вказувала на те, що Ірландія відходила від англійських культурних норм.
До періоду Тюдорів ірландська культура та мова відновили себе в регіонах, завойованих англо-норманами: «навіть у Пейлі всі прості люди ... здебільшого мають ірландське походження, ірландські звички та ірландську мову…» [5] На вищому соціальному рівні існували широкі змішані шлюби між ірландською аристократією (вождями кланів) та англо-нормандськими лордами, які почалися незабаром після вторгнення.
До кінця XV століття Пейл лишився єдиною частиною Ірландії, яка залишалася підпорядкованою англійському королю, причому більша частина острова лише символічно визнавала верховенства англійської корони. База оподаткування скоротилася до невеликої частки від того, що було в 1300 році. Сер Джон Дейвіс цитує приказку, що «той, хто живе на захід від Барроу, живе на захід від закону» [6]. Графи Кілдер правили як лорд-депутати Ірландії з 1470 року (з більшим чи меншим успіхом) – цьому сприяли їх союзи з ірландськими кланами. Це тривало до 1520-х років, коли графи вийшли з королівської милості, але ІХ граф Кілдер був відновлений у правах у 1530-х роках. Коротке повстання його сина «Шовкового Томаса» в 1534 – 1535 роках і події наступних десятилітть прискорило завоювання Ірландії Тюдорами, під час яких Дублін і вцілілий Пейл використовувалися як головна військова база корони Англії [6].
Тривалий час Пейл складалася з Дубліна та його околиць, населення яких в основному складалося зі староанглійських купців, які були вірними короні Англії.

## Захисний рів Пейлу
Кордон Пейлу по суті складався з укріпленого рову та валу, побудованого навколо частин середньовічних графств Лаут, Міт, Дублін і Кілдер, за винятком половини Міта, більшої частини Кілдера та південно-західного графства Дублін. Прикордонні або гарнізонні міста включали Арді, Сіддан, Келлс, Атбой, Трім, Кілкок, Клейн, Наас, Гаррістаун, Баллімор Юстас, Ретмор, Кілтіл, Саґгарт, Таллагт і Далкі. Північний кордон Пале був позначений фортецею Де Вердон у замку Рош, тоді як південний кордон пролягав трохи на південь від сучасної автомагістралі M50 у Дубліні, яка перетинає місце, де був замок Керрікмайнс [8]. 
Історики Белл та Гамільтон, зокрема, писали: «У період відразу після нормандського поселення був побудований бар’єр, відомий як «Пейл», що відокремлював землі, зайняті поселенцями, від тих, що залишилися в руках ірландців. Цей бар’єр складався з рову, піднятого на десять чи дванадцять футів над землею, із живою огорожею з частоколу із зовнішнього боку. Він був побудований не стільки для того, щоб не допустити ірландців, скільки для того, щоб створити перешкоду на їхньому шляху під час набігів на худобу поселенців і таким чином дати час для порятунку. Пейл починався в Далкі і йшов у південно-західному напрямку до Кілтернану; потім повернувши на північ, проминули Кілґоббін, де й досі стоїть замок, і перетнули парафію Тані на південь від тієї частини земель Балаллі, яка зараз називається Морін, а звідти в західному напрямку до Таллагта й далі до Наас у графстві Кілдер. У стіні, що обмежує Морін, все ще можна побачити невелику сторожову вежу та залишки сторожового будинку, що прилягає до неї. З цього моменту вогонь маяка підніме тривогу аж до Таллагта, де стояв важливий замок. Частину Пейла все ще можна побачити в Кілдері між Клейном і Клонгоуз Вуд-коледжем у Саллінсі…» [8]
У межах Пайлу шляхта та купці жили не надто відмінним життям від життя їхніх колег в Англії, за винятком постійного страху нападу з боку ірландських кланів.
Частини мурів, валів та рову Пейлу все ще можна побачити в районах Сендіфорд, Кілгоббін, Балліоган у Південному Дубліні. Можна відвідати найбільш добре збережену ділянку, яка розташована на південь від Балліоган-роуд у парку переробки сміття Балліоган. Цей рів складається з пари канав по обидві сторони високого плоского берега. Оборонні споруди мають ширину від 2 до 3 метрів у верхній частині та приблизно на 2 метри вище дна рову. Уся довжина цієї ділянки становить приблизно 500 метрів, а верхівка берега засаджена живоплотом, що вказує на те, що згодом рів Пейлу служила межею земель. Інша ділянка рову Пейлу лежить в екопарку «Клей Фарм», поблизу Балліоган-роуд. Ця ділянка дуже відрізняється від попередньої тим, що не складається з подвійного рову та його берегів. Навпаки, будівельники використали наявний неглибокий виступ, посиливши схил, щоб створити 2-метрову перешкоду для руху з півночі на південь. Метою цього, ймовірно, було ускладнити ірландським рейдерам перегони викраденої худоби з Пейлу до гір Віклоу на півдні. Те, що цей об’єкт був частиною рову Пейлу, спочатку заявив Роб Гудбоді в 1990-х роках [9] і нещодавно підтверджено археологічними дослідженнями під час будівництва житлового комплексу Клей-Фарм [10]. Обидві описані вище секції є частиною єдиного лінійного земляного укріплення, призначеного для з’єднання замків Кілгоббін і Керрікмайнс, укріплень, побудованих родиною Волшів у середньовічний період для захисту південних частин Пейлу. Іншу, дещо гірше збережену ділянку рову Пейлу можна побачити на Кілкросс-Кресент у житловому масиві Кілкросс біля селища Сендіфорд. Ця ділянка складається з рову та валу довжиною приблизно 200 метрів, хоча пов’язані з ним рови вже не чітко видно.

## Кінець Пейлу
Ідея Пейлу була невіддільна від поняття окремого англо-ірландського державного устрою та культури. Після XVII століття, особливо після англіканської реформації та «плантацій Ольстера» (переселення англійців та шотландців до Ірландії), «староанглійські» поселенці поступово асимілювалися з ірландським населенням. Значною мірою це було пов’язано з їхнім небажанням відмовитися від римо-католицизму (ті, хто прийняв протестантизм мали привілеї і вищі права). Так звані «староанглійці» зберегли свій варіант англійської мови, хоча на той час багато з них говорили ще й ірландською. Кілька з цих людей зробили помітний внесок у літературу ірландською мовою, зокрема Пірс Ферітер і Джеффрі Кітінг. Крістофер Наджент, VI барон Делвін, написав ірландський буквар для королеви Англії та Ірландії Єлизавети I.

## Сучасне використання
Термін «Пейл» продовжує використовуватися в сучасній ірландській мові для позначення графства Дублін і прилеглих графств, але ставлення до цього терміну загалом критичне — наприклад, урядовий департамент може бути підданий критиці за використання назви «Пейл».